# Alliance Ethnik
Az Alliance Ethnik francia hiphopcsapat, mely a 90-es években alakult 5 különböző származású tagból, akik között van francia, algír, kongói, és olasz is.

## Történet

### 1992-1996 Simple & Funky
K-Mel a csapat alapító tagja, aki otthonában a Franciaország-beli Creilben alapította meg a csapatot, melyhez Médard és Gusty csatlakozott, majd később DJs Drazy B és Faster J. A csapat 1992-ben készített egy demo felvételt, melyet IZB hallgatott meg, majd fel is léptek Párizsban az IAM nevű rap csapattal. A helyszínen a sajtó és néhány lemezkiadó felfigyel rájuk és szerződést kötnek a Delabel kiadóval. 1993-ban a svájci Sens Unik csoporttal dolgoznak együtt, majd 1994-ben a Mondial Rap összeállításban a Playback2 című dalukkal szerepelnek.
A csapat 1995-ben jelenteti meg első stúdióalbumát Simple & Funky címmel. Az albumot Párizsban és New Yorkban is rögzítik, Bob Powel segítségével, aki az A Tribe Called Quest tagja. Több fesztiválon is részt vesznek, többek között a Bourges fesztiválon áprilisban, majd június 13-án a Bataclanban, valamint a Francofolies fesztiválon is. Az album 250.000 példány felett kelt el, többek között a Respect című kislemeznek köszönhetően. Az album Franciaországban, Svájcban Kanadában és Olaszországban is arany státuszt kap, majd 1996-ban a csapat megkapja a Victoire Le La Musique-t az Év csapata kategóriában.

### 1996-1999 Fat Comeback
A csapat 2. stúdióalbuma a Fat Comeback című albumon több előadó is közreműködik 1-1 dalban, azonban az első album sikerét nem sikerül felülmúlnia, és a korábbi album funky stílusa sem mutatkozott meg ezen az albumon, inkább a gangsta rap stílusa felé fordultak, így dalaik nem lettek túlzottan sikeresek.
2002-ben a Delabel kiadó kiadta Best Of albumukat.

## Tagok
- K-Mel : (1990—1999)
- Médard: (1990—1999)
- Gutsy :  (1990—1999)
- Crazy B (1990-1999)
- Faster Jay : DJing (1990—1999)

## Diszkográfia

### Albumok
| Év   | Cím            | Slágerlista | Slágerlista | Slágerlista | Díjak, jelölések (FR) |
| Év   | Cím            | FR          | BEL (WA)    | SWI         | Díjak, jelölések (FR) |
| ---- | -------------- | ----------- | ----------- | ----------- | --------------------- |
| 1995 | Simple & Funky | 9           | 5           | 19          | Platina               |
| 1999 | Fat Comeback   | 25          | —           | 37          | —                     |

A második albumon olyan művészek közreműködtek, mint De La Soul, Common, Vinia Mojica, Youssou N'Dour és Biz Markie

### Kislemezek
| Év   | Cím                                               | Slágerlista | Slágerlista | Slágerlista | Slágerlista | Slágerlista | Slágerlista | Díjak, jelölések(FR) |
| Év   | Cím                                               | FR          | BEL (WA)    | BEL (FL)    | AUS         | SWE         | GER         | Díjak, jelölések(FR) |
| ---- | ------------------------------------------------- | ----------- | ----------- | ----------- | ----------- | ----------- | ----------- | -------------------- |
| 1994 | "Playback"                                        | —           | —           | —           | —           | —           | —           | —                    |
| 1995 | "Respect"                                         | 2           | 1           | 25          | 25          | 30          | 72          | Arany                |
| 1995 | "Simple & Funky"                                  | 3           | 2           | —           | —           | —           | —           | Arany                |
| 1995 | "Honesty Et Jalousie (Fais Un Choix Dans La Vie)" | 5           | 3           | —           | —           | —           | —           | Ezüst                |
| 1995 | "Le Vent Tourne"                                  | —           | —           | —           | —           | —           | —           | —                    |
| 1998 | "Fat Comeback"                                    | 22          | —           | —           | —           | —           | —           | —                    |
| 1999 | "5 Heures Du Mat'"                                | 63          | —           | —           | —           | —           | —           | —                    |
| 1999 | "No Limites"                                      | 25          | 32          | —           | —           | —           | —           | —                    |
| 1999 | "Star Track"                                      | —           | —           | —           | —           | —           | —           | —                    |